# 호아킨 와일드

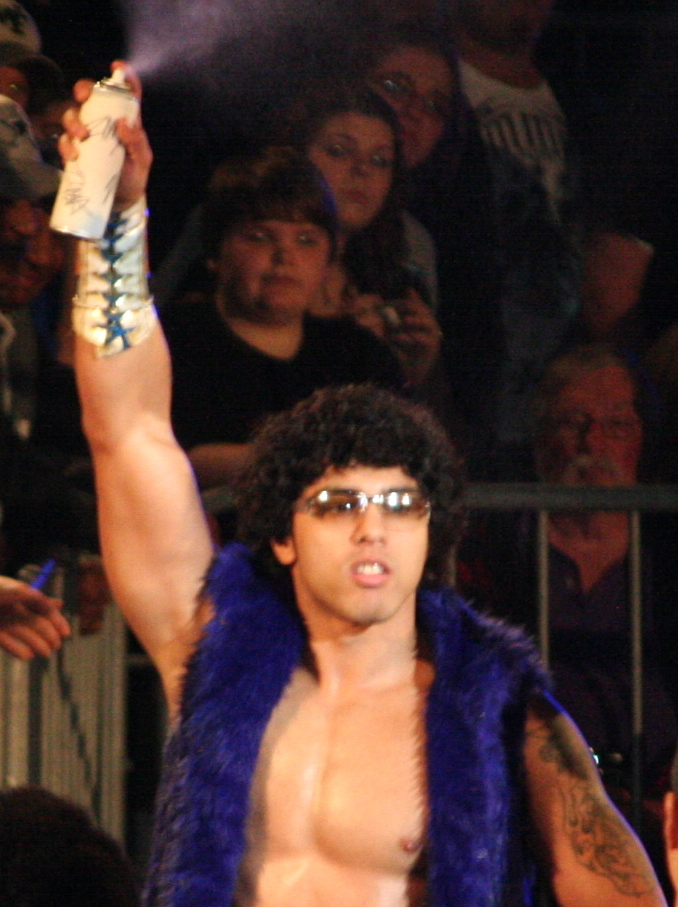
지마 아이언

마이클 패리스(Michael Paris, 1986년 10월 5일 ~ )는 미국의 프로레슬링 선수이다. 지마 아이언(Zema Ion)이라는 링네임으로도 알려져 있으며, 현재 TNA 링네임은 DJ Z이다. 키는 174cm 몸무게는 77kg이다.

## 수상
- TNA X-디비전 챔피언 2회